# Good-bye My Loneliness (专辑)
《Good-bye My Loneliness》，是日本樂團ZARD，以Zard的名义發行的第1張專輯。1991年3月27日發行。

## 内容
以第一张单曲《Good-bye My Loneliness》出道仅两个月就发售了同名标题的首张专辑。
这是唯一一张把艺人名字写成Zard的专辑。
这张专辑同时以CD和卡带两种形式发行。首批发行的专辑，其盒带背面是使用片假名标注的。1993年9月1日，发行权从宝丽多转移到了B-Gram RECORDS。因此，现行的CD版本是B-Gram RECORDS再次发行的。由于发行公司的变更和再次发行，宝丽多唱片公司最初发行的CD和卡带版本已经停产。
在宝丽多唱片公司发行的版本中，有一种批次号为 MT 1B1 的CD，它的第3首到第6首歌曲的混音与其他版本不同。
在所有流通的宝丽多唱片公司版本中，只有批次编号为 MT 1B1 的CD，第3首到第6首歌曲的混音与其他版本不同（商品的品番不是指CD盘面上的编号）。
目前市面上可以买到的版本（包括重制版CD和数字版）都是采用 MT 1B1 这个批次号的混音。而过去长时间广为流传的混音版本现在已经无法购买了。

## 收录曲
除曲目3和5外，所有作词由坂井泉水担当。
1. Good-bye My Loneliness
作曲：織田哲郎
編曲：明石昌夫 
第一张单曲。
2. 愛在黑暗中
作曲：栗林誠一郎（日语：栗林誠一郎）
編曲：ZARD、寺尾廣（日语：寺尾広）
3. 恋爱的女人忧郁
作詞・作曲：川岛美香（日语：川島だりあ）
編曲：明石昌夫
4. Oh! Sugar Baby
作曲：栗林誠一郎
編曲：叶山武
5. 让我成为女人
作詞・作曲：川岛美香（日语：川島だりあ）
編曲：叶山武
6. It's a Boy
作曲：栗林誠一郎
編曲：明石昌夫

## 参加者
ZARD
- 坂井泉水：Vocal(全曲)

Additional Musician
- 大黑摩季：Guest Chorus (#1)

## 联合
- 富士電視系列富士電視台週四劇場《日語：》主題曲 (#1)
- 《歌樂》主題曲 (#1)